# Puig de Dòrria
El Puig de Dòrria és una muntanya de 2.547 metres que es troba entre els municipis de Planoles i Toses al Ripollès, i el de Vallcebollera a l'Alta Cerdanya.
Al cim podem trobar-hi un vèrtex geodèsic (referència 287079001).
Aquest cim està inclòs al llistat dels 100 cims de la FEEC